# Alistra berlandi
Alistra berlandi là một loài nhện trong họ Hahniidae.
Loài này thuộc chi Alistra. Alistra berlandi được Brian John Marples miêu tả năm 1955.